# Svobodnyj (město)
Svobodnyj (rusky Свободный) je město v Amurské oblasti Ruské federace. Leží na ruském Dálném východě na pravém břehu řeky Zeji, zhruba 170 kilometrů severně od jejího ústí do Amuru, kde také leží Blagověščensk, správní středisko celé oblasti. V roce 2010 ve městě žilo přes 58 tisíc obyvatel.
Svobodnyj je důležitý dopravní uzel, je zde říční přístav a dvě stanice Transsibiřské magistrály, Svobodnyj (Свободный, 7807. kilometr od Moskvy) a Michajlo-Česnokovskaja (Михайло-Чесноковская, 7812. kilometr). Také je zde malé letiště Svobodnyj.
Zhruba 20 kilometrů od města se nachází kosmodrom Svobodnyj.